# Marcelo Lipatín
 (juin 2020).
Si vous disposez d'ouvrages ou d'articles de référence ou si vous connaissez des sites web de qualité traitant du thème abordé ici, merci de compléter l'article en donnant les références utiles à sa vérifiabilité et en les liant à la section « Notes et références ».
Marcelo Lipatín López est un footballeur uruguayen né le 28 janvier 1977 à Montevideo. Il évolue au poste d'attaquant.

## Biographie
Au cours de sa carrière, il est amené à changer très souvent de club et de championnat.
On le retrouve ainsi en Uruguay, au Brésil, au Mexique, en Italie, en Grèce, au Portugal, au Japon. Il a également été joueur au Paris Saint-Germain, au sein de l'équipe réserve du club de la capitale. 
Marcelo Lipatin joue notamment 63 matchs en Liga Sagres (1re division portugaise), où il inscrit 14 buts.

## Statistiques
- 63 matchs et 14 buts en Liga Sagres (1re division portugaise)
- 42 matchs et 2 buts en Serie B italienne
- 38 matchs et 14 buts dans le championnat mexicain
- 38 matchs et 9 buts en Primera División de Uruguay
- 22 matchs et 9 buts en 1re division brésilienne
- 9 matchs et 1 buts dans le championnat grec
- 1 match en J-League (Japon)